# Leptodesmus taulisensis
Leptodesmus taulisensis är en mångfotingart som beskrevs av Kraus 1954. Leptodesmus taulisensis ingår i släktet Leptodesmus och familjen Chelodesmidae. Inga underarter finns listade i Catalogue of Life.